# 木村栄一 (医学者)
木村 栄一（きむら えいいち、1917年 - 1982年）は、日本の医学者。日本医科大学学長、日本医科大学名誉教授。

## 経歴
東京帝国大学医学部を卒業後、東京大学大学院医学系研究科修了、医学博士。東北大学医学部教授を経て、日本医科大学循環器内科学教授、主任教授。日本医科大学学長を1980年から1982年まで務めた。1982年逝去。